# Aya de Yopougon
Aya de Yopougon(요푸공의 아야)는 Marguerite Abouet, Clément Oubrerie 그리고 Gallimard가 각자 각본, 그림, 편집을 맡은 만화 시리즈 중 하나이다. 이 시리즈는 Aurochenille Production사에 의하여 긴 길이의 애니메이션으로 각색되었다. Aya de Yopougon(요푸공의 아야, 한국에서는 ‘아야의 밤엔 사랑이 필요해’로 개봉되었다.), 2013년 7월 17일 프랑스 개봉.

## 줄거리
1978년대의 젊은이들의 성지였던 코트디부아르의 경제수도, 아비장에서 더운 지역인 요푸공에 사는 아야는 19살의 어린 소녀이지만 파란만장한 이야기의 여주인공이다. 
1970년대 말, 미국영화처럼 보이기 위해 Yop City라고 다시 이름 붙여진, 요푸공에는 Aya와 그녀의 두 친구들 아주아와 방투가 살고 있었다. 그녀들은 19살이다, 아야는 의사가 되기를 원하지만, 나머지 둘은 난잡한 파티만을 좋아하고 남자 쫓기에만 관심이 있다. 이 셋 주위에 각자 다른 다양한 운명이 드리우고 있다.  

## 등장인물

### Aya와 그녀의 가족
- 아야 : 의사가 되기로 결심한 젊은 여성. 페미니스트, 비록 그녀가 연애에 대해 매우 열정적이지는 않지만 그녀의 아름다움은 그 어떤 남자도 피해갈 수 없으며 그녀의 학업에 특권을 준다. 그녀의 지식의 문제를 해결하고자 하는 그녀의 경향은 그녀가 정말 하고싶어 할지라도 그녀에게 몇몇의 불화와 "교훈을 주는 사람"의 비판을 가져온다.
- 이냐스 : 아야의 아빠. 조금 무뚝뚝한 그는 Solibra라는 음료 브랜드의 영업부장이며, 아비장과 야무수크로 사이에서 여러 삶을 산다. 그는 또한 그의 비서인 잔 사이의 부정의 열매인, 또 다른 두 명의 아이들이 있다.
- 판타 : 마침내 남편의 부정을 알게 된 아야의 엄마.
- 포파나와 아키시 : 아야의 남동생과 여동생.
- 펠리시테 : 가정부. 그녀는 23세이고 매우 소심하다. 그녀는 미스 요푸공 대회에서 3등을 수상한 뒤에 화장품 광고에서 자신을 발견한다.

### Bintou 와 그녀의 가족
- 빈투 : 성격이 센 아야의 이 친구는 재난을 초래하는 남성을 정복하는 매혹을 증가시키며 무사도 그 실제 중 하나이다.
- 코피 : 빈투의 아버지이고 이야썽뜨와 이냐스의 친구이다.
- 알퐁신 : 알퐁신은 코피의 아내이고 빈투의 어머니이며, 만약 코피가 가장이라면 그녀도 마찬가지로 매우 중요한 모습을 보이고 코피의 "직권 남용"에 끌려다니기만 하지 않는다.
- 에르베 : 빈투의 사촌. 그의 어머니가 돌아가시고 그의 아버지에 의해 팔려졌다. 불행한 어린시절을 보낸 후, 이 문맹에 소심하고 눈에 띄지 않는 어린 남자는 정비사의 재능을 발견한다. 그는 아야에게 호감을 가졌지만 그녀는 그를 더 이상 친구로 보지 않았지만 특히 동생으로 보았다. 에르베의 이 소심함은 그가 펠리시테와 공유하는 공통점이며, 아야 덕분에 그들은 함께 외출한다.

- 보나방뛰르: 공립 맥주 회사인 솔리브라의 회장이다. 그의 아들 무사는 재력과 권력으로 물든 그를 실망시킨다.
- 시몬느: 가난한 사람들을 혐오한다. 아들 무사만을 감싼다.
- 무사: 재벌2세. 백수이다. 그의 아빠를 화나게 한다. 그는 항상 술을 마시고 여자를 찾는데 시간을 쓴다. 별 소득은 없다. 특히 빈투랑 데이트를 하는데 , 아주아랑 비밀리에 잤다. 이냐스랑 비지니스 식사를 하다가 아야를 만난다. 그리고 아야에게 호감을 갖는다. 하지만 아야는 관심이 없다.  아야는 무사의 평판을 알고 말만 많다고 생각한다. 무사는 돈을 가지고 집을 나왔는데 그 돈을 구호활동에 쓴다.(우물 파기, 탁아소 건립) 그의 부모님은 마침내 그가 그 작은 마을에 지도자가 된 것을 알게 된다.그의 아빠는 그를 아비장의 감옥에 감금했다 그가 출소할 때, 코트디부아르 정부는 그의 선행에 상을 수여한다.

### Adjoua 와 그녀의 가족
- Adjoua : Aya의 친구, 친절하지만 조금 단순한 성격이다. Mamadou와 연애를 하며 잠자리를 가진 그녀는 하루아침에 Bobby의 엄마가 된다. 그녀는 그녀의 아이가 부를 누리게 하기 위해 Moussa에게 그가 아이의 아빠라고 하러 찾아간다. 하지만 그녀의 아빠 Hyacinthe는 그의 조사를 통해 속임수였다는 것을 알아낸다.
- Hyacinthe et Korotoumou : Adjoua의 부모님. Hyacinthe는 타블로이드판 신문사 "Calamité Matin"을 운영하고 있다. Koffi와 Ignace의 친구이다. 3명중 나이가 가장 많고 사소한 일에도 매우 빨리 무기력해진다. Koro라고도 불리는 Korotoumou는 Adjoua의 엄마이다.

### 보조자
- Mamadou : 아주아와 빈투가 'Ça va chauffer'에서 만난 매우 잘생긴 청년이다. 그는 아주아와 빈투의 친구가 되지만, 아야는 그를 매우 싫어한다. 그렇지만, 그는 아주아와 매우 밀접한 관계를 맺는다. 이에 아주아는 의도치 않게 임신을 하게 되고, 그녀의 아들이 태어났을 때 그가 마마두와 매우 비슷하게 생겼음을 알게 된다. 그러나 그녀는 마마두의 사회적 지위를 잘 알기에 (그는 매우 가난한 중산층 집안 출신이다), 그녀는 다른 모든 이들이 아이의 아버지가 무사라고 생각하길 바란다(빈투는 이 관계의 비밀을 알고 있으며, 그녀는 이것을 매우 불쾌해한다). 아주아는 무사가 매우 부유한 집안의 출신임을 알고 있기 때문이다. 아주아의 아버지인 이아생트 덕분에, 사람들은 아이의 친부가 마마두임을 알게 된다. 이후 그는 그가 아버지의 역할을 맡아야한다는 사실에 매우 많은 어려움이 따름을 깨닫고 행동한다. 더군다나 그는 앞으로 에르베와 함께 정비소에서 일할 것이다.
- Yao : Moussa의 가장 친한 친구이며, 그가 여자와 데이트할 때 큰 문제가 있어 보인다. 그는 Moussa보다 좀더 성숙하고 바(혹은 무허가 식당)에서 종업원으로 일한다.
- Jeanne : Ignace의 비서이자 불륜녀이다. 약 30대쯤인 이 젊은 여자는 이 영업부장의 매력에 빠졌지만, 쓰라린 경험으로 그것을 빠르게 후회한다. 그들 사이에는 Pamela와 Ray라는 두 아이가 있다. (그들은 Fofana와 Akissi와 거의 비슷한 나이이다.) 어느 날, 주변의 눈총에 지친 그녀는 Fanta와 Ignace의 집에 그녀의 아이들을 데려다 놓기로 결심하며 그들 사이에 혼란을 일으켰다. Aya는 그것에 충격을 받았다.
- Grégoire : 그레고와. 건장하고 멋지고 동시에 말이 많은 소년이다. 그레고와는 진정한 유혹자다! 그는 프랑스에서 번 돈으로 소비하는 것을 좋아하고 마치 여자를 유혹한다는 유일한 목적으로 부유한 사업가인 것처럼 행동한다. 그는 그와 사랑에 빠지는 빈투와 교제하지만 그는 사실 어릴 때 친구인 리타의 남자친구이고 그가 빈투를 속이는 것을 빈투는 모른다. 이 소년에게 많은 문제가 쌓여 결국 감옥에 간다.그는 성직자인 것처럼 행동하며 부자가 되기 위해 사람들에게 사기를 친다. 그는 시소코의 사생아로 이해된다.